# Bandera de Getafe
La bandera de Getafe es uno de los símbolos más importantes de Getafe (Comunidad de Madrid, España). Es de color rojo carmesí y tiene el escudo de Getafe situado en el centro. El color carmesí del fondo expresa el carácter castellano de los pueblos de Madrid. Publicada en el Boletín Oficial de la Comunidad de Madrid el 18 de julio de 1989, y en el Boletín Oficial del Estado el 22 de agosto de 1989. Esta bandera está situada, según la Ley 39/1981, de 28 de octubre, en el exterior e interior de los edificios públicos de la Administración de Getafe.